# إضراب نقابة الكتاب الأمريكية 2007-2008
هو إضراب قامت به نقابة الكتاب الأمريكية ضد تحالف منتجي الفيلم والتلفزيون. الإضراب بدأ في 5 نوفمبر، وأعلنت نقابة الكتاب أنه سيكون ماراثون، إشارة إلى توقع فترة طويلة. آخر إضراب قامت به النقابة كان عام 1988 ودام 22 أسبوع، وقُدرت خسارة صناعة الترفيه الأمريكية بأكثر 500 مليون دولار.

## التأثيرات
تسبب الإضراب في إعلان القنوات الأمريكية إيقاف بعض البرامج التلفزيونية ومن أبرزها:
- FOX
  - 24
  - بريزون بريك
  - هاوس
  - فاميلي جاي
  - سيمبسونس
- NBC
  - هيروز
  - اي ار
  - سكرابز
  - لاس فيغاس
  - The Tonight Show with Jay Leno
- ABC
  - لوست
  - غريز اناتومي
  - ربات بيوت يائسات
  - وفقا لجيم
  - اوغلي بيتي
  - كايل اكس واي
- CBS
  - جيركو
  - CSI
  - NCIS
  - نمبرز
  - الأخ الأكبر (1984)
- CW
  - سمولفيل
  - غرباء في أمريكا
  - فتاة النميمه
- قناة ديزني
  - هانا مونتانا